# Na grafskich razvalinach
Na grafskich razvalinach (На графских развалинах) è un film del 1958 diretto da Vladimir Nikolaevič Skujbin.